# Riothamus
Riothamus (wymawiane także jako Riotimus, lub Riutimus) – bretoński dowódca wojskowy, działający około 470 roku. Walczył przeciwko Gotom w sojuszu z Cesarstwem zachodniorzymskim. Przez Jordanesa, greckiego historyka żyjącego w VI wieku, Riothamus nazywany jest „Królem Bretonów” (rex Brittionum), jednak nie wiadomo dziś dokładnie jaki był zasięg jego władzy. Riothamus jest zlatynizowaną formą brytyjskiego imienia Rigotamos, co oznacza „Najwyższy Król”.

## Pochodzenie
Nie jest pewne, czy użyte przez Jordanesa słowo „Brittones” odnosi się do mieszkańców Brytanii, czy też do Armoryki, poddanej wówczas silnej brytyjskiej kolonizacji i znanej później jako Bretania. W średniowiecznych kronikach bretońskich pojawia się Riatam (który podobnie jak Riothamus pochodzi od imienia Rigotamos) – książę regionu Domnonée. Riatam jest identyfikowany z synem Derocha II żyjącym w latach 495−530. Ze względów chronologicznych Riatam nie może być tożsamy z wcześniej żyjącym Riothamusem wspominanym przez Jordanesa, toteż niektórzy historycy sugerują omyłkę źródeł wskazując, że ojcem Riatana powinien być Deroch I. Według tej interpretacji Riatam mógł być współczesny Riothamusowi, jednak na podstawie obecnych przekazów nie można jednoznacznie rozstrzygnąć ich tożsamości. Według bretońskich źródeł Riatam z Domnonée miał być wypędzony do Brytanii po śmierci ojca w czasie wojny domowej, a następnie wrócić i zabić uzurpatora, który wcześniej pozbawił go tronu.

## Wojna z Wizygotami
Wywodzący się z Brytanii zromanizowani Celtowie zaczęli się osiedlać w północnej Galii od końca IV wieku. Posiadali oni swoich naczelników (comites), którzy uznawali władzę cesarzy. Jednym z nich był Riothamus, który na czele swego oddziału stanowił przeciwwagę dla Wizygotów kierujących swe ataki z Akwitanii, między innymi na północ, w stronę Loary. Król Wizygotów Euryk w 469 zdecydował się na otwarty konflikt z cesarzem Antemiuszem.
Dostrzegając realne zagrożenie ze strony Riothamusa, Euryk wyruszył pod Bourges, gdzie zgromadziły się oddziały bretońskie. W bitwie pod Vicus Dolensis Wizygoci zadali klęskę Bretonom, a resztki wojsk Riothamusa schroniły się na terenach Burgundów.

## Korespondencja Sydoniusza Apolinarego z Riothamusem
Biskup Clermont, Sydoniusz Apolinary wysłał list do Riothamusa, w którym zażądał od niego sądu w sprawie pewnej „skromnej osoby”, której niewolnicy zostali zwabieni przez oddział uzbrojonych Brytów. Sydoniusz w liście przekazywał Riothamusowi swoje oczekiwania, by ten skuteczniej kontrolował swoich buntowniczych poddanych. Według C.E.V. Nixona list jest dowodem na to, że Armoryka przyciągała w tym czasie chłopów, kolonów oraz niewolników w miarę słabnięcia Rzymu. Biedniejsi oraz bezrolni mieszkańcy Rzymu znajdowali w Bretanii schronienie od napaści Gotów.

### Treść oryginału
Sidonius Riothamo suo salutem.
Servatur nostri consuetudo sermonis: namque miscemus cum salutatione querimoniam, non omnino huic rei studentes, ut stilus noster sit officiosus in titulis, asper in paginis, sed quod ea semper eveniunt, de quibus loci mei aut ordinis hominem constat inconciliari, si loquatur, peccare, si taceat. sed et ipsi sarcinam vestri pudoris inspicimus, cuius haec semper verecundia fuit, ut pro culpis erubesceretis alienis. Gerulus epistularum humilis obscurus despicabilisque etiam usque ad damnum innocentis ignaviae mancipia sua Britannis clam sollicitantibus abducta deplorat. incertum mihi est an sit certa causatio; sed si inter coram positos aequanimiter obiecta discingitis, arbitror hunc laboriosum posse probare quod obicit, si tamen inter argutos armatos tumultuosos, virtute numero contubernio contumaces, poterit ex aequo et bono solus inermis, abiectus rusticus, peregrinus pauper audiri. vale.

### Przekład na polski
Do naszego przyjaciela Riothamusa
Piszę raz jeszcze moim tradycyjnym tonem, mieszając ze sobą pochlebstwa z żalem. Nie chodzi o to, że po pierwszych słowach powitania pragnę skupić się na rzeczach przykrych, ale wszystko wydaje się przybierać taki bieg wydarzeń, że mąż o mojej godności i pozycji, nie może ani pominąć tychże przykrości, ani przechodzić nad nimi do porządku dziennego. Jednakowoż próbuję zachować te ciężkie i zarazem delikatne poczucie humoru, które sprawia, że gotów jestem ponosić odpowiedzialność za błędy innych. Powodem zaś tego [o czym chcę ci donieść] jest pewna nieznana i skromna osoba, tak nieszkodliwa, nieznaczna i bezradna, iż wydaje się ona przyciągać swoje zamieszanie. Jego skargą jest to, że Bretonowie potajemnie zwabili jego niewolników i wywiedli daleko. Nie mogę stwierdzić, czy jego oskarżenie jest słuszne, czy też nie, jednak jeśli jesteś w stanie zbadać strony i podjąć decyzję co do istoty sprawy, myślę że nieszczęśnik może zadośćuczynić swoją zapłątą, jeśli rzeczywiście obcy wieśniacy bez broni, skrajnie ubodzy, wszczęli rozruchy, jest jakaś szansa na sprawiedliwość, uprzejmość, wysłuchanie go przed wszystkimi przeciwnikami bez wszystkich zalet jakich mu brakuje, uzbrojenia, przebiegłości, wzburzenia i napastniczego ducha typowego dla ludzi, wspieranych przez licznych przyjaciół. Żegnaj.

## Relacja Jordanesa
Według Jordanesa Riothamus wspierał Rzymian w walce przeciwko Wizygotom dowodzonym przez ich króla Euryka. W swoim dziele zatytułowanym O pochodzeniu i czynach Gotów Jordanes stwierdza, że Riothamus pospieszył z pomocą Rzymianom w celu uzupełnienia wojsk, jednak poniósł klęskę, gdy Goci pochwycili jego oddziały, co miało miejsce najprawdopodobniej między 470 a 472 rokiem.

### Treść oryginału
Euricus ergo, Vesegotharum rex, crebram mutationem Romanorum principum cernens Gallias suo iure nisus est occupare. Quod conperiens Anthemius imperator Brittonum solacia postulavit. Quorum rex Riotimus cum duodecim milia veniens in Beturigas civitate Oceano e navibus egresso susceptus est. Vad quos rex Vesegotharum Eurichus innumerum ductans advenit exercitum diuque pugnans Riutimum Brittonum rege, antequam Romani in eius societate coniungerentur, effugavit. Qui amplam partem exercitus amissam cum quibus potuit fugiens ad Burgundzonum gentem vicinam Romanisque in eo tempore foederatam advenit. Eurichus vero rex Vesegotharum Arevernam Galliae civitatem occupavit Anthemio principe iam defuncto....

### Przekład na polski
Teraz Euryk, król Wizygotów, widząc częste zmiany rzymskich cesarzy, starał się zatrzymać Galię na własność. Cesarz Antemiusz dowiedziawszy się o tym, poprosił Bretonów o pomoc. Ich król, Riotimus, przyszedł z dwunastoma tysiącami ludzi do osady Biturygów i przepłynął przez Ocean. Jego ludzie zostali odebrani, gdy wysiadł ze swego statku. Euryk, król Wizygotów przybył przeciwko nim na czele niezliczonej armii i po długiej walce rozgromił Riothamusa, króla Brytów, zanim Rzymianie zdołali do niego dołączyć. Tak więc, gdy stracił znaczną część swojej armii, uciekł ze wszystkimi żołnierzami i dopiero wtedy mógł zebrać się razem. Następnie przyszedł do Burgundów, sąsiedniego plemienia, będącego w sojuszu z Rzymianami. Jednak Euryk, król Wizygotów, zajął galijskie miasto Arvernum. Cesarz Antemiusz już wtedy nie żył.

## Relacja Grzegorza z Tours
Grzegorz z Tours w swoim dziele Historia Franków opisał walki pomiędzy Wizygotami, a Bretonami w następujący sposób:

### Treść oryginału
II.18. Quod Childericus Aurilianus et Andecavo venit Odovacrius.
Igitur Childericus Aurilianis pugnas egit, Adovacrius vero cum Saxonibus Andecavo venit. Magna tunc lues populum devastavit. Mortuus est autem Egidius et reliquit filium Syagrium nomine. Quo defuncto, Adovacrius de Andecavo vel aliis locis obsedes accepit. Brittani de Bituricas a Gothis expulsi sunt, multis apud Dolensim vicum peremptis. Paulos vero comes cum Romanis ac Francis Gothis bella intulit et praedas egit. Veniente vero Adovacrio Andecavus, Childericus rex sequenti die advenit, interemptoque Paulo comite, civitatem obtinuit.

### Przekład na polski
II.18. Podówczas Childeryk walczył w Orleanie, a Odoaker przybył wraz z Sasami do Angers. W tym czasie zaraza uczyniła wielkie spustoszenie wśród ludu. Egidiusz zmarł i pozostawił po sobie syna o imieniu Syagriusz. Po jego śmierci Odoaker otrzymał zakładników z Angers i innych miejsc. Goci wypędzili Bretonów z Bourges, a wielu zostało zabitych w Déols. Hrabia Paweł wraz z Rzymianami i Frankami wypowiedział wojnę Gotom i odebrał łupy. Gdy Odoaker przybył do Angers, król Childeryk przyjechał następnego dnia, po czym zabił Pawła i zajął miasto.

## Korespondencja Sydoniusza Apolinarego z Vincentusem
W liście Sydoniusza Apolinarego adresowanym do jego przyjaciela Vincentusa z około 468 roku Sydoniusz wspomina, że rzymscy urzędnicy przechwycili list prefekta Galii, Arvandusa, kierowany do króla Wizygotów, Euryka. Skonfiskowany list głosił, że „Bretonowie stacjonujący poza Loarą powinni zostać zaatakowani”, a Wizygoci i Burgundowie (będący wówczas klientami Rzymu) powinni podzielić Galię między siebie. Niektórzy badacze (m.in. Geoffrey Ash) twierdzą, ze list ten może być dowodem na zdradę Arvandusa wobec Riothamusa. Nie jest jednak pewne, czy pod hasłem ataku na Bretonów kryje się szykowany atak na wojska Riothamusa: po pierwsze Riothamus nie został wspomniany z imienia, po drugie zaś – Arvandus w czasie walk między Bretonami a Wizygotami przebywał w areszcie.

## Riothamus jako protoplasta innych postaci

### Identyfikacja Riothamusa z Królem Arturem
Na przestrzeni stuleci Riothamus był uznawany za pierwowzór króla Artura. W XX wieku hipoteza ta spopularyzowana została zwłaszcza przez historyka Geoffreya Asha. Przesłanką do konotacji może być przekaz Geoffreya z Monmouth z jego Historia Regum Britanniae, gdzie Artur miał przekroczyć Kanał angielski z Brytanii i zaatakować Rzym. Ash podkreślił również powiązanie między rzekomą zdradą prefekta Galii, Arvandusa, na Riothamusie, a zdradą Mordreda wobec Artura, wymienioną w Historia Regum Britanniae. Ash zauważa także, że ostatnie znane miejsce pobytu Riothamusa znajduje się niedaleko burgundzkiego miasta Avallon, które teoretycznie może być pierwowzorem arturiańskiego Avalonu.

### Identyfikacja Riothamusa z Ambrosiusem Aurelianusem
Historyk Léon Fleuriot postawił tezę, że Riothamus był tożsamy z Ambrosiusem Aurelianusem wymienionym przez pisarza Gildasa Mędrca w De excidio et conquestu Britanniae – Ambrosius jest jedyną znaną z imienia postacią z Wysp Brytyjskich z tego okresu. Według późniejszej tradycji miał on poprzedzać króla Artura. Fleuriot zasugerował, że "Riothamus" był tytułem przysługującym Ambrosiusowi Aurelianusowi jako władcy wszystkich terytoriów brytyjskich. Ponadto Fleuriot zaznaczył również, że imię Abros w bretońskiej genealogii jest skrótem od  Ambrosius. Średniowieczny pisarz Nenniusz w Historia Brittonum wskazuje, że Ambrosius był najwyższym władcą Brytów, co wedle argumentacji Fleuriota mogłoby być przetłumaczone przez ówczesnych pisarzy jako „Riothamus”. Według Fleuriota to właśnie Ambrosius Aurelianus poprowadził Brytów w bitwie przeciwko Gotom, po czym wrócił do Brytanii.

### Teksty źródłowe
- Sydoniusz Apolinary, Epistulae III, 9
- Jordanes, Getica 237-8.
- Sydoniusz Apolinary, Epistulae I, 7, 5.
- Grzegorz z Tours, Decem libri historiarum ii, 18.

### Opracowania naukowe
- Ashe, Geoffrey (1981). "A Certain Very Ancient Book: Traces of an Arthurian Source in Geoffrey of Monmouth's History". Speculum 56: 301–323.
- Ashe, Geoffrey (1985). The Discovery of King Arthur. London: Guild Publishing. ISBN 0-7509-3036-5.
- Dalton, O. M. (ed., trans.) (1915). The Letters of Sidonius I. Oxford: Clarendon Press. p. 76.
- Fleuriot, Léon (1980). Les origines de la Bretagne: l’émigration. Paris: Payot. p. 170.
- Luetjohann, Christian, ed. (1887). Apollinaris Sidonii Epistulae et Carmina. Monumenta Germaniae Historica, Auctores antiquissimi VIII. Weidmann, Berlin. s. 46.
- Nixon, C.E.V. (2002). "Relations Between Visigoths and Romans in Fifth Century Gaul". In Drinkwater, John; Elton, Hugh. Fifth-Century Gaul: A Crisis of Identity?. Cambridge University Press. s. 69. ISBN 978-0-521-52933-4.
- Dawid Zołoteńki: Galia u schyłku panowania rzymskiego. Administracja cywilna i wojskowa oraz jej reprezentanci w latach 455–486. Kraków: Towarzystwo Wydawnicze "Historia Iagellonica", 2011, seria: Notus — Scripta Antiqua et Byzantina. ISBN 978-83-62261-34-5.